# Francesco da Buti

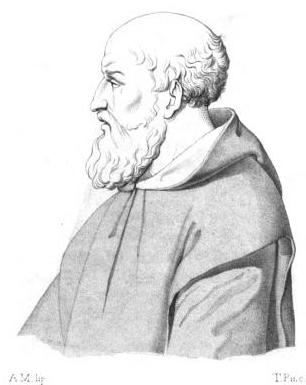
Francesco di Bartolo da Buti

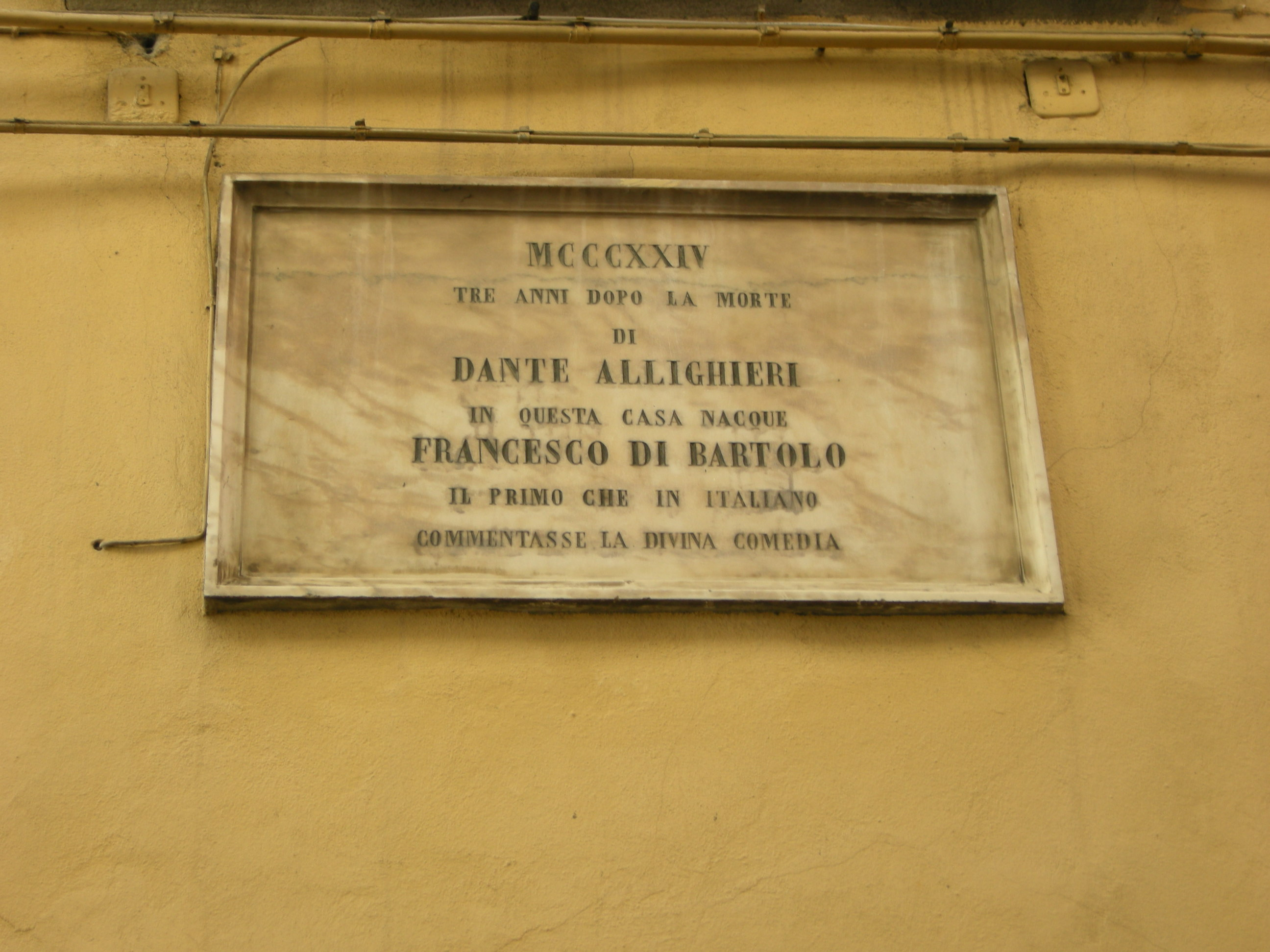
Gedenkstein in Buti zum Gedächtnis an Francesco di Bartolo

Francesco da Buti (auch Francisco di Bartolo da Buti; * um 1324 in Pisa; † 25. Juli 1406 in Pisa) war ein italienischer Grammatiker, Humanist und Professor an der Universität Pisa.

## Leben
Seine Familie stammt aus Buti, sein Geburtsort war dort oder in Pisa. 1398 war er Botschafter der Republik Pisa und schloss am 15. Mai 1398 einen Vertrag zwischen Pisa und den anderen Städten der Toskana sowie Venedig. 
Sein Grab liegt in der Kirche San Francesco in Pisa.

## Werk
Er kommentierte die Satiren des Persius, die Ars poetica von Horaz und das Doctrinale von Alexander de Villa Dei. Weiter verfasste er ein Dictamen und eine Grammatik der lateinischen Sprache (Regulae grammaticales) mit einem Anhang Regulae rhetoricae. Ferner veröffentlichte er die Thebais von Statius und arbeitete über Terenz.
Sein größter Ruhm verdankt sich der Deutung der Divina Commedia von Dante Alighieri in den Vorlesungen an der Universität Pisa. Benvenuto Rambaldi da Imola, Cristoforo Landino sowie Dantes Söhne Pietro di Dante und Jacopo di Dante taten es ihm gleich. Sein Kommentar in pisanischer Sprache entstand zwischen 1385 und 1396. Er arbeitete weiter in Pisa bis zum Tod 1406.

## Schriften
- Crescentino Giannini (Hrsg.): Commento di Francesco da Buti sopra la Divina commedia. Fratelli Nistri, Pisa 1858 (Digitalisat Bd. 1, Bd. 2, Bd. 3).